# 247°F
247 °F (lees: 247 degrees Fahrenheit) is een Amerikaanse thriller-horrorfilm uit 2011 onder regie van Levan Bakhia en Beqa Jguburia. Zij schreven ook het verhaal, samen met Lloyd S. Wagner.

## Verhaal

### Proloog
Jenna en haar vriend Jamie rijden terug van een bezoek aan zijn ouders en spreken af om de volgende morgen samen een bed te gaan kopen. Dat moment komt nooit, want de twee krijgen een ongeluk waarbij Jamie overlijdt. Jenna zit met hem opgesloten in het autowrak terwijl ze moet wachten tot er hulp arriveert.

### Hoofdlijn
Drie jaar na het ongeluk. Jenna gaat met haar vriendin Renee, haar vriend Michael en diens maat Ian naar een huisje aan het meer. Dat is eigendom van Ians oom Wade, die het ze beschikbaar stelt. Eenmaal daar biedt Ian Renee en Michael één slaapkamer aan en Jenna de andere. Zelf neemt hij de bank. Jenna laat het potje van haar antidepressivum een keer dicht om met Ian een biertje te kunnen drinken. Terwijl ze hem helpt het avondeten te bereiden, wijden Renee en Michael hun slaapkamer in. Wade komt 's avonds terug om mee te eten en biedt de jongeren naderhand aan samen een joint te roken. Michael gaat hier op in. De anderen passen.
Wade legt uit dat hij weer weg moet om voorbereidingen te treffen voor een vuurwerk dat deel uitmaakt van een plaatselijk feest die avond. Hij verwacht dat de vier daarheen komen. Wanneer hij vertrekt, gaan de jongeren de sauna in het huisje in. De temperatuur hierin is 185 graden Fahrenheit (85° Celsius). Om af te koelen springen de vier tussendoor een paar keer het meer in. Telkens wanneer ze terugkomen, nemen Ian en Michael een biertje voor ze weer de sauna ingaan. De alcohol komt met name bij Michael hard aan. Hij wordt handtastelijk bij Renee, maar die moet niets van hem hebben in zijn beschonken toestand. Ze voegt zich alleen weer bij Jenna en Ian in de sauna. Michael komt niet meer mee. De anderen horen hem spullen omstoten terwijl hij wegloopt.
Renee baalt van Michael en vertelt Jenna en Ian dat hij regelmatig zo dronken wordt dat ze niets meer aan hem heeft. Omdat de lol wel een beetje van de avond af is, besluiten de drie ook maar naar bed te gaan. Tot hun verrassing gaat de sauna alleen niet meer open. De deur is geblokkeerd door een huishoudtrapje. Ze proberen Michael te roepen om ze eruit te laten, maar die reageert niet. Daarbij komt Wade voorlopig niet thuis. Ian probeert rustig te blijven en slaat het raampje in de deur kapot om wat verkoeling binnen te laten. Hierdoor schakelt alleen wel de thermostaat in om de temperatuur in de sauna op peil te houden. Door de voortdurende toevoer van koudere lucht door het raampje, slaat die bovendien niet meer af. Ian krijgt het plan om een natte handdoek in het contact van een lamp te steken. Hij hoopt door zo kortsluiting te veroorzaken ook de verhitting uit te schakelen. Dit mislukt. De lampen gaan weliswaar uit, maar de verhitting niet. Bovendien krijgt Ian een optater van de elektriciteit.
Terwijl de tijd verstrijkt, verliezen de drie vocht en raakt hun drinkwater steeds verder op. Dan horen ze buiten Beau blaffen, de hond van Wade. Wanneer ze hem roepen, slaat hij aan. Michael komt op het geblaf af. De drie roepen hem, maar hij hoort ze niet omdat Wade op dat moment het vuurwerk ontsteekt. Beau rent vervolgens naar zijn baas toe. Ook die begrijpt het geblaf niet. Hij denkt dat het Beau om het vuurwerk gaat, maar verbaast zich hierover omdat hij daar anders nooit op reageert. Beau springt daarop in de achterbak van Wades pick-up. Omdat hij toch klaar is, rijdt hij met Beau weg, richting het huisje. Vlak daarvoor slaat hij alleen af, richting zijn eigen huis. Beau slaat weer aan. Omdat Michael net aan komt lopen, denkt Wade dat het daarom is. Michael vertelt dat hij door het eerdere blowen in slaap was gevallen. Hij denkt dat de anderen met zijn drieën naar het feest zijn gegaan en hem hebben laten liggen. Hij is wakker geworden van Beaus geblaf, heeft gekeken of Jenna, Ian en Renee op de slaapkamers waren en is toen naar het feest gegaan om ze daar te zoeken. Hij mocht er alleen niet in omdat hij geen uitnodiging bij zich had. Wade nodigt Michael daarop uit om bij hem thuis nog een joint te roken en rijdt samen met hem weg.
In de sauna is het water inmiddels totaal op. Ian en Jenna proberen rustig te blijven, maar Renee verliest haar beheersing. Ze besluit de thermostaat kapot te maken in de hoop dat die daarmee afslaat. Ian raadt haar dit af. Hij denkt dat het apparaat zo ook op hol kan slaan en de temperatuur dan misschien verder omhoog gaat. Renee gaat toch door met haar plan. Jenna probeert haar tegen te houden. Er ontstaat een handgemeen, waarbij Renee Jenna toeschreeuwt dat ze een zielenpoot zonder leven of vrienden is. Dat is niet haar eerste opmerking in die richting die avond. Ze vindt dat Jenna zich lang genoeg passief heeft gedragen na de dood van Jamie en vooruit moet met haar leven. Tijdens de worsteling slaat Jenna Renee bewusteloos met een van de stenen in de sauna. Ian geeft toe dat hij niet zeker weet of de thermostaat op hol slaat als ze die kapotmaken. Daarop slaat Jenna het apparaat alsnog gefrustreerd stuk. Ians vermoeden bleek juist. De kachel begint meteen voluit te branden.
Ian verliest zijn beheersing. Hij belaagt de verwarmingszuil en begint er stenen vanaf te trekken. Terwijl hij dit doet verbrandt de huid op zijn borst, armen en handen, maar hij gaat panisch door. Jenna begint tegen de deur te beuken. Op hetzelfde moment dat de zuil instort en Ian bedelft, stoot Jenna de deur open. Ze rent naar de ijskast, pakt een fles water en krimpt op een slaapkamer in elkaar. Ze keert in zichzelf en denkt aan het ongeluk met Jamie.
Jenna komt bij haar positieven wanneer ze Renee hoort kermen. Ze blijkt nog steeds in de sauna te zitten. Ian ligt dood en bedolven onder de stenen, maar het openstoten van de deur heeft ze zich ingebeeld. Doordat Ian de zuil kapot heeft gemaakt, loopt er via een kapotte leiding gas de sauna in. Jenna beseft dat Renee en zij zullen stikken, tenzij ze bij het ingeslagen raam lucht gaan happen. Renee blijkt alleen niet in staat om op te staan. Jenna bindt handdoeken aan elkaar en hangt die aan een balk voor het raampje in de deur. Vervolgens tilt ze Renee op en hangt ze die met haar armen door de ontstane lussen. Hierdoor blijft Renee met haar gezicht voor het kapotte raampje bungelen. Jenna vindt een stuk puin en stopt daarmee de kapotte gasleiding zo ver mogelijk dicht. Daarmee blijken haar laatste krachten verspeeld. Ze valt bewusteloos op de grond.
Michael komt aan in het huisje. Terwijl hij in de bank in slaap valt, flitsen de gebeurtenissen van eerder die avond door zijn hoofd. In een daarvan stoot hij spullen om voor de deur van de sauna. Terwijl hij die opruimde, zette hij zonder benul van wat hij precies deed het trapje tegen de saunadeur. Wade komt thuis. Hij ziet dat het saunaraam kapot is en de deur geblokkeerd. Wanneer hij naar binnen kijkt, schrikt hij zich wezenloos.

### Epiloog
Terwijl een ambulance Jenna en Renee afvoert, vraagt Wade zich hardop af hoe hij Ians moeder moet uitleggen dat haar zoon dood is. Michael zit buiten te huilen. Jenna en Renee liggen amper bij bewustzijn in de ambulance. Renee beseft dat haar vriendin haar leven heeft gered en pakt haar hand vast. Jenna knijpt terug.

## Rolverdeling
- Scout Taylor-Compton - Jenna
- Christina Ulloa - Renee
- Travis Van Winkle - Ian
- Michael Copon - Michael
- Tyler Mane - Wade
- Tornike Gogrichiani - Jamie